# Manfredo II de Busca
Manfredo II de Busca (? – 1215) foi marquês de Busca território localizado na comuna italiana da região do Piemonte, província de Cuneo.

## Relações familiares
Foi filho de Corrado I de Lancia e Senhor do Castelo de Fondi, localizado na comuna de Fondi. Casou com Branca de Maletta (? – 1245) filha de Guilherme II Maletta, Senhor de Pettineo, de quem teve:
1. Bianca Lancia, condessa de Lancia e que foi casada com Frederico II de Hohenstaufen, (Jesi, Província de Ancona, 26 de Dezembro de 1194 — Castel Fiorentino, Apúlia, 13 de Dezembro de 1250) teve os títulos de Rei da Sicília (1197-1250), Rei de Tessalónica, Rei de Chipre e Jerusalém, Rei dos Romanos, Rei da Germânia e imperador do Sacro Império Romano-Germânico (1220-1250).